# تانر آکچام
دکتر آلتوگ تانر آکچام (ترکی استانبولی: Altuğ Taner Akçam؛ زادهٔ ۲۳ اکتبر ۱۹۵۳) یک تاریخ‌نگار، جامعه‌شناس، و فعال حقوق بشر ترک‌تبار ساکن آلمان است.
وی با شجاعت کشتار ارمنیان را در ۱۹۱۵ میلادی، به دست حکومت ترکان جوان (ترکیه)، نسل‌کشی نامید و خواستار احقاق حق ارمنیان از سوی دولت ترکیه شد. آکچام نسل‌کشی ارمنی‌ها را مسئله‌ای خاص ارمنیان و تُرک‌ها نمی‌داند بلکه اعتقاد دارد که این یک مسئلهٔ جهانی است زیرا همانگونه که تجربه‌های بعدی نشان داد عواقب آن دامنگیر کل بشریت شد و تا زمانی هم که این نسل‌کشی از سوی جوامع بین‌المللی پذیرفته و محکوم نشود شاهد جنایاتی دیگر علیه بشریت خواهیم بود، جنایاتی مانند کشتار فلسطینیان در غزه.

## زندگی‌نامه
آکچام در ۲۳ اکتبر ۱۹۵۳م، در روستای اولچک، از اردهان متولد شد. پدرش دورسون (Dursun) و مادرش پریهان (Perihan) نام داشت. وی در دانشگاه فنی مهندسی خاورمیانه، آنکارا، در رشتهٔ اقتصاد تحصیل کرد و در ۱۹۷۶ میلادی از این دانشگاه فارغ‌التحصیل شد.
در سال ۱۹۷۴ میلادی به خاطر شرکت در تظاهرات دانشجویی در مخالفت با تجاوز نظامی ترکیه به قبرس دستگیر شد. وی در ۱۹۷۵ میلادی به دلیل تألیف مقالاتی در یکی از روزنامه‌های اصلاح‌طلب چپ‌گرا به جرم اشاعهٔ کمونیسم و دفاع از کُردهای شورشی به دادگاه احضار شد. در مارس ۱۹۷۶ میلادی آکچام هنگامی که سردبیری مجله سیاسی دانشجویی را بر عهده داشت دستگیر شد و پس از محاکمه در سال ۱۹۷۷ میلادی به ده سال حبس محکوم کردند اما او در ۱۲ مارس همان سال از زندان مرکزی آنکارا فرار کرد و تحت حمایت سازمان عفو بین‌المللی به آلمان پناهنده شد و سال‌ها به صورت پناهنده در آنجا زندگی کرد و از اوت ۱۹۸۸ در مؤسسه تحقیقات اجتماعی هامبورگ وابسته به بخش جامعه‌شناسی، به منزله محقق شروع به فعالیت کرد. او در این سال‌ها همچنین به تحصیل در رشتهٔ جامعه‌شناسی پرداخت و در سال ۱۹۹۵ میلادی با درجهٔ دکتری از دانشگاه هانوفر فارغ‌التحصیل شد. عنوان پایان‌نامهٔ وی «جنبش ملی ترکیه و نسل‌کشی ارمنی‌ها در دادگاه‌های نظامی استانبول طی ۱۹۱۹–۱۹۲۲» و موضوع اولیهٔ تحقیق او «تاریخ خشونت سیاسی و شکنجه در اواخر دوران عثمانی و سال‌های اولیهٔ جمهوری ترکیه» بود. آکچام از سال ۱۹۹۰ میلادی تحقیقات خود را بر روی ملی‌گرایی تُرک و نسل‌کشی ارمنی‌ها متمرکز ساخت و تاکنون یازده کتاب و چندین مقاله در این خصوص منتشر کرده است.

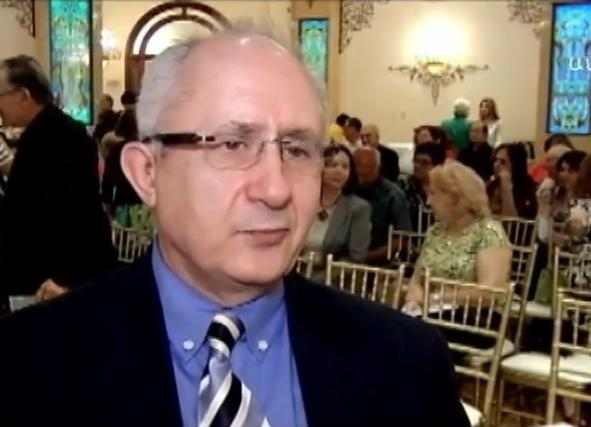
تانر آکچام، لوس آنجلس (۲۰۱۳)

بین سال‌های ۲۰۰۰ تا ۲۰۰۲ میلادی استاد مهمان، در رشتهٔ تاریخ در دانشگاه میشیگان بود و سپس به عنوان دانشیار در مرکز تحقیقات ارمنی در دانشگاه مینه‌سوتا تدریس می‌کرد. دکتر آکچام از سال ۲۰۰۸ استاد دانشگاه کلارک و نیز عضو هیئت تحریریهٔ مجلهٔ مطالعات نسل‌کشی و جلوگیری از آن متعلق به انجمن بین‌المللی محققان نسل‌کشی می‌باشد.

## جوایز و تقدیرات
در ۲۰۰۷ کانون وکلای ارمنیان جایزهٔ آزادی هرانت دینک را تحت عنوان «قهرمان بیان واقعیت تاریخی در مورد نسل‌کشی ارمنی‌ها و مدافع شجاع آزادی و آزادی بیان»، به تانر آکچام اهدا کرد. وی همچنین به دلیل روابط بین فرهنگی و نژادی از سوی دانشگاه هاروارد و مجلس قانونگذاری ایالت ماساچوست مورد تقدیر قرار گرفت. همچنین در ۲۴ آوریل ۲۰۰۵ میلادی، در مراسم معرفی شهردار ماساچوست، که هم‌زمان با نودمین سالگرد نسل‌کشی ارمنی‌ها بود، فعالیت‌های آکچام و دیگر دانشگاهیان ترک‌تبار همفکر او به منزلهٔ قدمی مهم به سوی حقیقت، عدالت و سازش مورد تقدیر قرار گرفت. وی در اکتبر ۲۰۱۱ میلادی دادگاه حقوق بشر اروپا، حکم دادگاه ترکیه بر تانر آکچام در برابر «بدنام کردن هویت ترکی» را نقض آزادی بیان نامید.

## کتابشناسی
آکچام با نگارش کتاب «مسئله ارمنی و هویت ملی ترک»، در سال ۱۹۹۲ میلادی، اولین شخصیت دانشگاهی ترک‌تباری بود که دربارهٔ این موضوع ممنوعه در ترکیه مطلبی را به چاپ رساند. این کتاب شش بار تجدید چاپ و به زبان‌های ارمنی، روسی و عربی ترجمه شده است. سه سال پس از چاپ این کتاب، سخنرانی آکچام در گردهمایی بین‌المللی نسل‌کشی، در ایروان، با موضوع «ملی‌گرایی ترک و نسل‌کشی ارمنی‌ها»، اولین مورد شناسایی نسل‌کشی ارمنی‌ها از سوی نویسندهای تُرک در یک مجمع عمومی بود. آکچام با چاپ کتاب «از امپراتوری تا جمهوری» (۲۰۰۴ میلادی) عقاید خود را در مورد نسل‌کشی ارمنی‌ها به مخاطبان انگلیسی زبان منتقل ساخت.
کتاب «اقدام شرم‌آور» (۲۰۰۶ میلادی)، از مهم‌ترین آثار آکچام و موضوع پایان‌نامهٔ دکترای وی است. این کتاب شهرتی جهانی برای آکچام به ارمغان آورد و تا امروز به زبان‌های یونانی، رومانیایی، آلمانی، اسپانیایی، فرانسه و فارسی ترجمه و منتشر شده است.
کتاب دیگر در این زمینه کتابی است با عنوان «مسئله ارمنی حل شده است» که در سال ۲۰۰۸ میلادی منتشر و تاکنون پنج بار تجدید چاپ شده است. او همچنین کتاب کشتارها و تبعیدها، پروتکل‌های دادگاه‌های نظامی استانبول (۲۰۰۹ میلادی) را با همکاری واهاگن دردریان، استاد دانشگاه و تاریخ‌نگار ارمنی به رشتهٔ تحریر درآورد و آخرین کتاب وی نیز با نام «نوشتارهایی دربارهٔ سال ۱۹۱۵» (۲۰۱۰ میلادی) به چاپ دوم رسید.

## کتاب اقدام شرم‌آور
«توجیه رسمی ارائه شده برای این اخراج‌ها این بود که ارمنیان در زمان جنگ تهدیدی برای ارتش بوده است، و باید از صحنه جنگ دور می‌شدند. حال آنکه ارمنیان از مناطقی بسیار دور از خطوط مقدم جبهه که به هیچ وجه ربطی به جنگ نداشتند اخراج شدند. مهم‌تر اینکه آن‌ها را در واقع به مناطق جنگی فرستاده شدند، جایی پشت لشکر ششم عثمانی در دیرالزور، یا پشت لشکر چهارم در حوران. علاوه بر این هیچ طرح و برنامه‌ای برای تضمین رفاه یا حتی نجات جان اخراجی‌ها، چه در طول سفر یا زمانی که به مکان مشخص شده برای اسکان مجددشان، وجود نداشت. افزون بر این کمک‌های آلمان، آمریکا و سازمان‌های کمک‌رسانی بین‌المللی همگی پس زده شدند.»
«تحقیقات انجام شده برای این کتاب (کتاب اقدام شرم‌آور)، از اسناد و مدارک جدید بسیاری پرده برداشت که قصد نسل‌کشی مقامات عثمانی را به وضوح نشان می‌دهد. این اسناد که بعضی آنان نخستین بار در اینجا آمده‌اند، به موضوعاتی چون استفاده از اموال ارمنیان برای تأمین جنگ و باز تخصیص منابع به منظور خلق یک بورژوازی مسلمان که جای طبقه متوسط ارمنی را که پاک‌سازی و نابود شده بود بگیرد.
در پرتو قطعیت اسناد و مدارک باید پرسید چرا ترکیه مصرانه بر تکرار انکار بی‌اعتبار خود پای می‌فشارد؟ گویا دولت از این واهمه دارد که اگر ترکیه نسل‌کشی و مسئولیت آن را قبول کند عواقب جدی به معنای پرداخت غرامت سرزمینی و دارایی‌ها در انتظارش خواهد بود.»
«دلیل دیگر یا همان عامل اخلاقی به ارتباط میان نسل‌کشی ارمنیان و تأسیس دولت جمهوری ترکیه در سال ۱۹۲۲ میلادی بر می‌گردد. جنبش ناسیونالیسم ترکیه یا نیروی محرک تأسیس جمهوری ترکیه به رهبری اعضاء حزب اتحاد و ترقی، همان حزبی که مسئولیت نسل‌کشی است، به سرانجام رسید. بسیاری از اعضاء حزب که بعدها به چهره‌های شاخص دولت ترکیه تبدیل شدند، بی پرده تأیید کردند که جمهوری تنها پس از نابودی ارمنیان و مطالبات آن‌ها برای خودمختاری در آناتولی می‌تواند تأسیس شود.»
«مثل تمام دیگر دولت‌ها، ملت‌ها تُرک‌ها نیز پدران بنیان گذارشان را قهرمان می‌پندارند و بسیار می ستایند. پارلمان اول احکامی صادر نمود که طبق آن، آن افرادی که از اعضای حزب اتحاد و ترقی در جنایات علیه ارمنیان دست داشتند قهرمانان ملی خوانده شدند و به تمامی آنان زمین و مقرری اعطاء شد.
از زمان بنیان‌گذاران جمهوری تا طبقه برگزیده حاکم کنونی ترکیه هیچ تغییر بنیادی در این موضع‌گیری ایجاد نشده است، و این استمرار و دور تسلسل بحث آزاد پیرامون تأسیس جمهوری را سخت‌تر و سخت‌تر کرده است. عمق ماجرا اینجاست که جنایت کار خواندن بنیان‌گذاران ترکیه هویت فعلی حکومت را به چالش خواهد کشید.»

## کتابشناسی
| تاریخ چاپ | عنوان فارسی                                                                       | عنوان ترکی                                                                                                  | ناشر                        |
| --------- | --------------------------------------------------------------------------------- | --- | --------------------------- |
| ۱۹۹۱      | شکنجه بس است؛ مارکسیسم و حقوق بشر                                                 | İşkenceyi Durdurun: İnsan Hakları ve Marksizm                                                               | آیرینتی یاینلاری            |
| ۱۹۹۲      | خشونت و شکنجه در فرهنگ سیاسی ما                                                   | Siyasi kültürümüzde zulüm ve iskence                                                                        | ایلتیسیم                    |
| ۱۹۹۲      | مسئله ارمنی و هویت ملی ترک                                                        | The Armenian Question and Turkish National Identity                                                         | ایلتیسیم                    |
| ۱۹۹۷      | بازنگری بر مدرنیته و هویت ملی در ترکیه                                            | Rethinking Modernity and National Identity in Turkey                                                        | دانشگاه خاور نزدیک واشینگتن |
| ۱۹۹۹      | حقوق بشر و مسئله ارمنی؛ از زمان حزب اتحاد و ترقی تا جنگ استقلال                   | Insan haklari ve Ermeni sorunu: Ittihat ve Terakki'den Kurtulus Savasina                                    | ایمگه کتابوی                |
| ۲۰۰۱      | گفتگو پیرامون یک گسستگی بین‌المللی؛ مقالاتی در جهت گفتگوی متقابل ترک ها-ارمنی‌ها    | Dialogue across an international divide: Essays towards a Turkish - Armenian dialogue                       | مؤسسه زوریان                |
| ۲۰۰۴      | از امپراتوری تا جمهوری؛ ناسیونالیسم ترکی و نسل‌کشی ارمنی‌ها                         | From Empire to Republic: Turkish Nationalism and the Armenian Genocide                                      | زد بوک                      |
| ۲۰۰۶      | اقدام شرم‌آور: نسل‌کشی ارمنی‌ها و مسئله مسئولیت‌پذیری ترک‌ها                           | A Shameful Act: The Armenian Genocide and the Question of Turkish Responsibility                            | متروپولیتن بوک              |
| ۲۰۰۸      | مسئلهٔ ارمنی حل شده است؛ سیاست علیه ارمنیان طی سال‌های جنگ براساس مدارک عثمانی      | The Armenian Issue is Resolved: Policies Towards Armenians During the War Years, Based on Ottoman Documents | استانبول: ایلتیسیم          |
| ۲۰۰۹      | کشتارها و تبعیدها، پروتکل‌های دادگاه‌های نظامی در استانبول؛ محاکمهٔ حزب اتحاد و ترقی | Tehcir ve Tekstil Divan-i Harbi Orfi Zabitalari: ittihad ve tarakkinin Yargilanmasi                         | دانشگاه بیلگی               |
| ۲۰۱۰      | نوشتارهایی دربارهٔ سال ۱۹۱۵                                                        | 1915 Yazıları                                                                                               | ایلتیسیم                    |